# Divinópolis (Cajazeiras)
Divinópolis é um distrito do município de Cajazeiras (Paraíba), criado pela lei estadual n° 4 085, de 30 de julho de 1979. De acordo com o Instituto Brasileiro de Geografia e Estatística (IBGE), sua população no censo de 2022 era de 1 268 habitantes (2,01% da população municipal), dos quais 33,12% (420) viviam na sede urbana do distrito e os 66,88% (848) em áreas rurais.